# Defaitism
Defaitism innebär accepterande av förlust utan kamp. I dagligt tal har defaitism en negativ klang och är oftast kopplat till förräderi och pessimism eller en hopplös situation, såsom ett moment 22. Termen används oftast i krigssammanhang: en soldat kan vara en defaitist om han vägrar att slåss eftersom han tror att kampen säkerligen kommer att förloras eller för att kampen ej är värd att ta av andra skäl. I liknande sammanhang kan termen referera till åsikten att förlust skulle vara bättre än seger. Termen kan också användas i andra kontexter, som till exempel politik, idrott, psykologi och filosofi.